# Roselle Park
Roselle Park és una població dels Estats Units a l'estat de Nova Jersey. Segons el cens del 2006 tenia 13.124 habitants.

## Demografia
Segons el cens del 2000, Roselle Park tenia 13.281 habitants, 5.137 habitatges, i 3.416 famílies. La densitat de població era de 4.203,1 habitants/km².
Dels 5.137 habitatges en un 30,1% hi vivien nens de menys de 18 anys, en un 50,8% hi vivien parelles casades, en un 11,2% dones solteres, i en un 33,5% no eren unitats familiars. En el 28,2% dels habitatges hi vivien persones soles el 8,5% de les quals corresponia a persones de 65 anys o més que vivien soles. El nombre mitjà de persones vivint en cada habitatge era de 2,58 i el nombre mitjà de persones que vivien en cada família era de 3,22.
Per edats la població es repartia de la següent manera: un 22,2% tenia menys de 18 anys, un 8,8% entre 18 i 24, un 33,5% entre 25 i 44, un 22,8% de 45 a 60 i un 12,6% 65 anys o més.
L'edat mediana era de 37 anys. Per cada 100 dones de 18 o més anys hi havia 91,4 homes.
La renda mediana per habitatge era de 53.717 $ i la renda mediana per família de 63.403 $. Els homes tenien una renda mediana de 42.623 $ mentre que les dones 33.105 $. La renda per capita de la població era de 24.101 $. Aproximadament el 3,4% de les famílies i el 4,3% de la població estaven per davall del llindar de pobresa.

## Poblacions més properes
El següent diagrama mostra les poblacions més properes.